# Agnes Grey
Az Agnes Grey Anne Brontë angol írónő 1847-ben Londonban kiadott, önéletrajzi ihletésű regénye. A regényt szerzője Acton Bell álnéven jelentette meg, Emily Brontë Üvöltő szelekével együtt. A címszereplő sorsán keresztül a szerző bemutatja a nevelőnők sorsát, melyet maga is tapasztalt. George Moore ír író szerint a regény „a legtökéletesebb prózai narratíva angol nyelven”; Anne nővére, Charlotte kevésbé volt jó véleménnyel róla és stílusát Jane Austenéhez hasonlította, akit nem tartott nagyra.

## Történet
|  | Alább a cselekmény részletei következnek! |

Agnes Grey elszegényedett papcsalád széltől is óvott kisebbik gyermeke, aki, hogy segítsen családján és egyben bizonyítsa nekik, hogy ő is képes valamire, úgy dönt, munkát keres. Abban a korban a tanítás egyike volt a kor kevés olyan foglalkozásának, amit jó családból való értelmiségi nő elvállalhatott. Két családnál dolgozik, előbb Bloomfieldéknél, majd Murrayéknél. Bloomfieldék tíz év alatti gyermekei elkényeztetettek és neveletlenek, hibáikért a szülők Agnest okolják anélkül, hogy engedélyt adnának a nevelőnőnek, hogy megfelelően fegyelmezze őket.
Miután innen távozik és új állást talál, a Murray család két kamaszkorú leányának nevelését bízzák rá. Velük se túl sokkal könnyebb a dolga; a felszínes Rosalie-t csak a bálok, ruhák és kacérkodás, valamint a minél gazdagabb és előkelőbb férfiak meghódítása érdekli, Matildát pedig hidegen hagyja a hölgyektől elvárt viselkedés, és legszívesebben a lovakkal és kutyákkal tölti idejét. A gazdagok sekélyessége és nemtörődömsége taszítja Agnest, de itt-tartózkodása örömet is hoz: megismerkedik az új segédlelkésszel, Edward Westonnal, akihez vonzódni kezd, bár nem tudja, a férfi viszonozza-e érzéseit.
Rosalie-nak sikerül elérnie az áhított fényes házasságot, és lady lesz belőle. Agnes édesapja halála után hazaköltözik édesanyjához. Nővére, Mary időközben férjhez ment. Agnes és édesanyja iskolát nyitnak egy tengerparti fürdőhelyen. Később, mikor Rosalie meghívja magához, Agnes látja, a házasság mennyire boldogtalanná tette Rosalie-t, aki azonban még ebből sem tanul és képtelen belátni a hibáit.
Mikor visszatér tengerparti városába, Agnes séta közben találkozik Weston úrral, akiről kiderül, hogy egy közeli falu lelkésze lett. Most, hogy komolyabb jövedelme van, már be meri vallani, hogy Agnest szeretné feleségéül. Összeházasodnak és három gyermekük születik.
|  | Itt a vége a cselekmény részletezésének! |

## Párhuzamok
Az Agnes Grey önéletrajzi ihletésű regény; finom realizmusa miatt a „nevelőnő-regény” kifejezés sokkal jobban illik erre a műre, mint a gyakran ezzel a kifejezéssel jellemzett Jane Eyre-re, Charlotte művére. A valóságban a három Brontë lány közül Anne volt az egyetlen, aki sikeresen dolgozott nevelőnőként.
Ahogy Agnes, Anne is tizenkilenc évesen helyezkedett el első munkahelyén, az Ingham családnál, 1839 áprilisában. A fegyelmezetlen gyerekek nevelésével sok gondja akadt, már az év decemberében távozott (kilenc hónap után, ahogy Agnes). Nem tudni, ő mondott fel vagy elküldték, a regény az utóbbit sugallja. Agneshez hasonlóan Anne is fél évvel később kap új állást, ezúttal a Robinson családnál, Thorp Greenben.
William Weightman, aki Anne apjának, Patrick Brontë-nak a segédlelkésze volt, ugyanebben az időben Thorp Green közelében töltött némi időt. Anne és Weightman egymás iránti érzelmeire, melyek hőfoka kutatók eltérő véleménye szerint a barátság és a szerelem közti skálán bárhol lehetett, közvetett bizonyítékokból lehet csak következtetni, úgymint Anne verseiből, Charlotte egy leveléből és az Agnes Greyből. Weightman jegyese egy Agnes Walton nevű nő volt, Anne talán ezért választotta ezt a nevet regényhősnőjének, akit önmagáról mintázott. Weightman 1842-ben kolerában meghalt, és Anne másik álma, a nővéreivel közösen nyitott iskola sem vált valóra; az Agnes Greyben azonban az utolsó fejezetek – a regény egyetlen nagyrészt fiktív része – legalább a regényhősnő számára valóra váltják írója álmait az édesanyjával nyitott iskola, majd a Westonnal kötött házasság formájában.
A meg nem nevezett tengerparti kisváros, ahol Agnes iskolát nyit és ahol újra találkozik Westonnal, Scarboroughról lett mintázva, ami Anne kedvenc városa lett (itt is temették el).
Charlotte Brontë Shirley című regényének Caroline nevű szereplőjét Anne-ről mintázta; Caroline anyjának lánykori neve a regényben Agnes Grey.

## Magyarul
- Agnes Grey; ford. Gy. Horváth László; Európa, Bp., 1984 (A Brontë nővérek regényei)